# Elisabeta Lipă
Elisabeta Lipă (născută Elisabeta Oleniuc, n. 26 octombrie 1964, Siret, Suceava, România) este un fost canotor și politician român, ales în 2024 din PSD.

## Biografie
A debutat la vârsta de 19 ani la Jocurile Olimpice de vară de la Los Angeles, California.
A obținut 5 medalii de aur, 2 de argint și una de bronz la șase olimpiade, a fost de 25 ori campioană a României. În anul 2000, a fost declarată cea mai bună canotoare a secolului de către Federația Internațională de Canotaj. A fost portdrapelul delegației României la două Olimpiade, în 2000, la Sidney, și în 2004, la Atena. Este maestră emerită a sportului (1995). În prezent este președinte al Federației Române de Canotaj.  A fost președinte al Clubului Sportiv Dinamo București.
În anul 2000, Elisabeta Lipă a fost declarată de federația internațională de specialitate drept cea mai bună canotoare a secolului XX și i-a fost conferit Ordinul Național „Serviciul Credincios” în grad de comandor.
La data de 1 decembrie 2004, comisarul șef de poliție Elisabeta Lipă din Ministerul Administrației și Internelor a fost înaintat la gradul de chestor de poliție (echivalent cu cel de general, fiind prima femeie care deține gradul de general în România.
Din 2009 Elisabeta Lipă este președintele Federației Române de Canotaj. Din 2015 până în 2017 ea a fost ministrul Tineretului și Sportului în guvernul Dacian Cioloș. În perioada iunie 2023 - decembrie 2024 a fost președintele Agenției Naționale pentru Sport cu rang de secretar în stat.
În 2024 s-a înscris în PSD. La alegerile parlamentare din 2024 a câștigat un mandat de deputat pe listele PSD din județul Botoșani.

## Premii

### Jocuri Olimpice
- 1984, Los Angeles - medalie de aur la dublu vâsle;
- 1988, Seul - medalie de argint la dublu vâsle și medalie de bronz la patru vâsle;
- 1992, Barcelona - medalie de aur la simplu vâsle și medalie de argint la dublu vâsle;
- 1996, Atlanta - medalie de aur la 8+1 vâsle;
- 2000, Sidney - medalie de aur la 8+1 vâsle;
- 2004, Atena - medalie de aur la 8+1 vâsle

### Campionate Mondiale
- În 1989 - medalia de aur (simplu vâsle)[15]

- Dublu vâsle - nouă medalii de argint (1983, 1985, 1986, 1987, 1989, 1991, 1994 și 2003);
- Simplu vâsle - o medalie de aur (1989) și o medalie de argint (1991);
- Patru vâsle - o medalie de bronz (1982);
- 8+1 vâsle - o medalie de bronz în 1984

### Campionate Naționale
- A fost de 25 de ori campioană națională;